# Hannah Montana 2: Meet Miley Cyrus
Albums de Hannah Montana (Miley Cyrus)
Hannah Montana
(2006) Hannah Montana 3
(2009)
Albums de Miley Cyrus
Breakout
(2008)
Hannah Montana 2: Meet Miley Cyrus est la bande originale de la deuxième saison de la série télévisée Hannah Montana et le premier album solo de Miley Cyrus, la star de la série télévisée.
L'album comporte deux parties : dans le premier disque sont présentes les chansons de la série Hannah Montana, interprétées par le personnage éponyme, tandis que le second disque constitue le premier album solo de Miley Cyrus.

## Liste des pistes

### Disque 1
Bande originale de la deuxième saison de la série Hannah Montana
| No  | Titre                                       | Auteur                                           | Durée |
| --- | ------------------------------------------- | ------------------------------------------------ | ----- |
| 1.  | We Got The Party (With Us) (Hannah Montana) | Greg Wells, Kara DioGuardi                       | 3:37  |
| 2.  | Nobody's Perfect (Hannah Montana)           | Matthew Gerrard, Robbie Nevil                    | 3:20  |
| 3.  | Make Some Noise (Hannah Montana)            | Andy Dodd, Adam Watts                            | 4:48  |
| 4.  | Rock Star (Hannah Montana)                  | Aristedis Archoritis, Jeannie Lurie, Chen Neeman | 2:59  |
| 5.  | Old Blue Jeans (Hannah Montana)             | Michael Bradford, Pam Sheyne                     | 3:23  |
| 6.  | Life's What You Make It (Hannah Montana)    | Matthew Gerrard, Robbie Nevil                    | 3:11  |
| 7.  | One in a Million (Hannah Montana)           | Toby Gad, Negin Djafari                          | 3:56  |
| 8.  | Bigger Than Us (Hannah Montana)             | Antonina Armato, Tim James                       | 2:57  |
| 9.  | You and Me Together (Hannah Montana)        | Jamie Houston                                    | 3:48  |
| 10. | True Friend (Hannah Montana)                | Jeannie Lurie                                    | 3:09  |

### Disque 2
Premier album solo de Miley Cyrus
| No  | Titre                                   | Auteur                                        | Durée |
| --- | --------------------------------------- | --------------------------------------------- | ----- |
| 1.  | See You Again (Miley Cyrus)             | Miley Cyrus, Antonina Armato, Tim James       | 3:10  |
| 2.  | East Northumberland High (Miley Cyrus)  | Antonina Armato, Tim James, Samantha Jo Moore | 3:24  |
| 3.  | Let's Dance (Miley Cyrus)               | Miley Cyrus, Antonina Armato, Tim James       | 3:02  |
| 4.  | G.N.O. (Girl's Night Out) (Miley Cyrus) | Miley Cyrus, Matthew Wilder, Tamara Dunn      | 3:38  |
| 5.  | Right Here (Miley Cyrus)                | Miley Cyrus, Antonina Armato, Tim James       | 2:44  |
| 6.  | As I Am (Miley Cyrus)                   | Miley Cyrus, Shelley Peiken, Xandy Barry      | 3:45  |
| 7.  | Start All Over (Miley Cyrus)            | Scott Cutler, Anne Preven, Fefe Dobson        | 3:27  |
| 8.  | Clear (Miley Cyrus)                     | Miley Cyrus, Shelley Peiken, Xandy Barry      | 3:03  |
| 9.  | Good and Broken (Miley Cyrus)           | Miley Cyrus, Antonina Armato, Tim James       | 2:56  |
| 10. | I Miss You (Miley Cyrus)                | Miley Cyrus, Wendi Foy Green, Brian Green     | 3:58  |

## Certifications
| Pays              | Certification | Unités certifiées |
| ----------------- | ------------- | ----------------- |
| États-Unis (RIAA) | 4 × Platine   | 4 000 000         |